# 21679 Bettypalermiti
A 21679 Bettypalermiti (ideiglenes jelöléssel 1999 RD28) a Naprendszer kisbolygóövében található aszteroida. Charles W. Juels fedezte fel 1999. szeptember 8-án.